# Stevens County, Minnesota
Stevens County är ett administrativt område i delstaten Minnesota i USA, med 9 726 invånare. Den administrativa huvudorten (county seat) är Morris.

## Politik
Stevens County är ett så kallat swing distrikt då det ofta är jämnt mellan republikanerna och demokraterna i valen. Under 2000-talet har dock republikanernas kandidat vunnit countyt i fyra av fem presidentval, alla utom valet 2008.

## Geografi
Enligt United States Census Bureau har countyt en total area på 1 490 km². 1 456 km² av den arean är land och 34 km² är vatten.

### Angränsande countyn
- Grant County - norr
- Douglas County - nordost
- Pope County - öst
- Swift County - söder
- Big Stone County - sydväst
- Traverse County - nordväst

### Orter
- Alberta
- Chokio
- Donnelly
- Hancock
- Morris (huvudort)